# Bruce Springsteen & the E Street Band: Live in New York City
Bruce Springsteen & the E Street Band: Live In New York City je naziv koncertnog filma HBO-a s prvim koncertom Brucea Springsteena koji je emitiran na televiziji. Kasnije je objavljen na DVD-u s 11 pjesama koje se nisu pojavile na televiziji i kao CD istog imena.
Sva ova izdanja dokumentiraju uspješnu povratničku turneju Springsteena s E Street Bandom, njihovu prvu nakon 11 godina.

## Film
Dug 90 minuta, film je snimljen na koncertima 29. lipnja i 1. srpnja 2000. Bila su to dva posljednja koncerta od njih deset u Madison Square Gardenu u New York Cityju. HBO je nominiran za šest Emmyja, a osvojio je dvije nagrade.

### Set-lista
1. My Love Will Not Let You Down
2. Prove It All Night
3. Two Hearts
4. Atlantic City
5. Mansion on the Hill
6. The River
7. Youngstown
8. Murder Incorporated
9. Badlands
10. Out in the Street
11. Tenth Avenue Freeze-Out
12. Born to Run
13. Land of Hope and Dreams
14. American Skin (41 Shots)

"Born to Run" kasnije je dodana specijalu. Na CD-u ona nije ni označena, dok na DVD-u jest.
Springsteen je krajem turneje predstavio mnogo novih pjesama, a dvije se nalaze na specijalu:
- "Land of Hope and Dreams", podugačka pjesma u stilu Boba Dylana.
- "American Skin (41 Shots)", kontroverzna pjesma o smrti Amadoua Dialloa.

Osim toga, mnoge pjesme izvođene su u drugačijem izdanju nego na albumu:
- "Two Hearts" uključivala je kratku obradu "It Takes Two" Marvina Gayea.
- "Atlantic City" i "Youngstown", s dva Springsteenova solo folk albuma, izvedene su kao rock pjesme s pratećim sastavom.
- "Mansion on the Hill", još jedna folk pjesma, također je izvedena s cjelokupnim sastavom, ali mnogo mekše nego prethodne dvije.
- "The River" nije izvedena na gitari, nego kao duga balada na saksofonu i klaviru.
- "Tenth Avenue Freeze-Out" je produžena zbog grupnog aranžmana, kao i zbog Springsteenovih monologa i kratke obrade "Take Me to the River" Ala Greena.

## DVD

### Disk 1
Sadrži cijeli HBO-ov specijal, plus kredite, foto galeriju i New York City Serenade: Bruce Springsteen & the E Street Band with Bob Costas, 15-minutni intervju s Bobom Costasom.

### Disk 2
Sadrži sljedeće dotada neviđene izvedbe:
1. Backstreets
2. Don't Look Back
3. Darkness on the Edge of Town
4. Lost in the Flood
5. Born in the U.S.A.
6. Jungleland
7. Light of Day
8. The Promise
9. Thunder Road
10. Ramrod
11. If I Should Fall Behind

U audio obliku, tijekom odjavne špice:
The E Street Shuffle

### Bonus CD
1. My Hometown
2. This Hard Land

Ponovno, neke pjesme su izvedene u nešto drukčijem izdanju.
- "Born in the U.S.A." je izvedena kao solo folk/blues pjesma sa Springsteenom na 12-žičanoj gitari.
- "Light of Day" uključivala je dugi rap o turneju i seriju šala-usporedbi New Yorka s New Jerseyjem.

## CD
Objavljen 27. ožujka 2001., album je dosegnuo 5. mjesto na Billboardovoj Top 200 ljestvici i broj 1 na internetskoj ljestvici albuma.

### Disk 1
1. My Love Will Not Let You Down
2. Prove It All Night
3. Two Hearts
4. Atlantic City
5. Mansion on the Hill
6. The River
7. Youngstown
8. Murder Incorporated
9. Badlands
10. Out in the Street
11. Born to Run

### Disk 2
1. Tenth Avenue Freeze-Out
2. Land of Hope and Dreams
3. American Skin (41 Shots)
4. Lost in the Flood
5. Born in the U.S.A.
6. Don't Look Back
7. Jungleland
8. Ramrod
9. If I Should Fall Behind

## Vanjske poveznice
- Set-liste za snimljene koncerte (29. lipnja i 1. srpnja 2000.)
- Stihovi i audio isječci